# René Uyttendaele
René Uyttendaele (Wetteren, 6 augustus 1928 - 9 februari 2003) was een Belgisch volksvertegenwoordiger, senator en burgemeester voor de CVP.

## Levensloop
Uyttendaele studeerde rechten aan de Rijksuniversiteit Gent en werd beroepshalve advocaat. Hij werd politiek actief voor de CVP en behoorde er tot de NCMV-strekking. In 1959 werd hij voor de CVP verkozen tot gemeenteraadslid van Wetteren, waar hij van 1959 tot 1976 schepen en van 1983 tot 1990 burgemeester was.
Bovendien was hij parlementslid. Van 1974 tot 1981 en van 1985 tot 1991 zetelde hij voor het arrondissement Dendermonde in de Kamer van volksvertegenwoordigers en van 1981 tot 1985 was hij gecoöpteerd senator in de Belgische Senaat.In de periode april 1974-oktober 1980 zetelde hij als gevolg van het toen bestaande dubbelmandaat ook in de Cultuurraad voor de Nederlandse Cultuurgemeenschap, die op 7 december 1971 werd geïnstalleerd. Vanaf 21 oktober 1980 tot november 1981, en opnieuw van december 1985 tot november 1991, was hij lid van de Vlaamse Raad, de opvolger van de Cultuurraad en de voorloper van het huidige Vlaams Parlement.

## Publicatie
- Uit Wetteren 1780-1900 Kroniek van een gemeente, Wetteren, 1980.